# Кетгут
Кетгут (англ. catgut, одна з версій походження — скор. від cattle guts, дослівно — «телячі нутрощі») — нитки зі сполучної тканини, яку отримують із серозного шару кишки великої рогатої худоби, або із м'язового шару чи підслизової оболонки кишки овець. Кетгут використовують для перев'язки судин і для внутрішніх швів. Кетгут з часом розсмоктується.

## Виготовлення кетгуту
Кетгут виготовляється із серозного шару кишки великої рогатої худоби, або з м'язового шару і підслизової основи тонких кишок овець. Процес виробництва складний і включає більше 10 операцій[джерело?]. Сировину (суху або мокросолону), що надходить, піддають обробці розчином поташу, неодноразовій механічній обробці шкребками, розрізають на стрічки, відбілюють в розчині пергідролю та їдкого натра і скручують у нитки. Нитки після обкурювання сірчистим газом обполіскують у слабкому розчині оцтової кислоти, сушать, полірують, калібрують по товщині, знежирюють бензином, або ефіром, стерилізують хімічними реагентами, частіше йодом, і скрутивши в бухти, пакують.

## Види кетгуту

### Простий
Кетгут простий (англ. Plain surgical catgut) — звичайний кетгут є хірургічним шовним матеріалом, що не піддавався додатковій обробці з метою збільшення періоду розсмоктування:
Зовнішній вигляд — еластична нитка з гладкою поверхнею від кремового до світло-коричневого забарвлення.
Область застосування: шлунково-кишковий тракт, слизові оболонки, урологія, гінекологія, фасції, м'язи, підшкірна клітковина, очеревина, паренхіматозні органи, бронхи і легені, травматологія, закриття ран.
Розсмоктування — час розсмоктування (втрата міцності на розрив до 50 %) 7-12 днів. Видаляється з організму ензиматичною дією протягом 70 днів.
Стерилізація — радіаційний метод.

### Хромований
Кетгут хромований (англ. Chromic surgical catgut) — хромований кетгут є хірургічним шовним матеріалом, який оброблений солями хрому з метою утворення додаткових поперечних молекулярних зв'язків для збільшення часу розсмоктування:
Зовнішній вигляд — еластична нитка з гладкою поверхнею, від світло-зеленого до зеленого кольору.
Область застосування — шлунково-кишковий тракт, слизові оболонки, урологія, гінекологія, фасції, м'язи, підшкірна клітковина, очеревина, паренхіматозні органи, бронхи і легені, травматологічна хірургія, закриття ран.
Розсмоктування — час розсмоктування (втрата міцності на розрив до 50 %) 18-28 днів. Видаляється з організму ензиматичною дією за 90 днів.
Стерилізація — радіаційний метод.

### Полірований
Кетгут полірований — хірургічний кетгут, який спеціально полірують, надаючи округлої форми та гладкості поверхні волокна.

## Особливості
Кетгутові нитки є одними з найбільш реактогенних. Експериментальними дослідженнями доведено, що при ушивання чистої рани кетгутом достатньо ввести в неї 1000 мікробних тіл стафілокока, щоб спричинити нагноєння. Терміни розсмоктування кетгуту непередбачувані. Відомо, що при ушиванні шлунку кетгут розсмоктується протягом перших 2-3 днів. Кетгут втрачає 50 % своєї міцності протягом 2-10 днів після операції. До того ж, за інших рівних умов, міцність кетгута нижче, ніж у більшості синтетичних ниток, що вимагає застосування нитки більшого діаметра. Нарешті, кетгут володіє великою абсорбційної здатністю. Тим не менш, деякі хірурги вважають кетгут цілком задовільним шовним матеріалом. Насамперед це пов'язано зі значними відмінностями в реакції тканин на кетгут залежно від технології його виготовлення. Як показав досвід використання, кетгут, що випускається закордонними фірмами, володіє менш вираженою реакційною здатністю[джерело?]. Крім того, останнім часом (коли саме?) більшість хірургів перейшло на застосування хромованого кетгуту[джерело?]. Імпрегнація кетгутової нитки солями хрому призводить до подовження термінів розсмоктування і зниження реакції тканин.